# Broniewice (Szeligi)
Broniewice – część wsi Szeligi w Polsce, położona w województwie świętokrzyskim, w powiecie starachowickim, w gminie Pawłów.
W latach 1975–1998 Broniewice położone były w województwie kieleckim
Wierni Kościoła rzymskokatolickiego należą do parafii św. Maksymiliana Kolbe w Kałkowie-Godowie.

## Historia
Wieś z XIV wieku, własność szlachecka Broniowskich, częściowo była także własnością konwentu świętokrzyskiego.